# کحلان عفار
کحلان عفار یک ناحیه در یمن است که در استان حجه واقع شده‌است. کحلان عفار ۲٬۳۶۸ متر بالاتر از سطح دریا واقع شده‌است.